# دعد حداد
دعد محمد رشاد حداد (1937، اللاذقية - 1991، دمشق) هي شاعرة وكاتبة سورية.

## حياتها
ولدت الشاعرة دعد حداد في بيت يهتم بالأدب والفن، وكانت قارئة نهمة اطلعت على الأدب الغربي، وقد عبّرت عن انغماسها الدائم بالقراءة. بدأت مسيرتها الأدبية بكتابة الشعر الموزون بمكوناته الكلاسيكية، إلى أن حرَّرت أبياتها من بحور الشعر والأوزان لتنطلق في فضاءات الشعر الحر وقصيدة النثر. تلقت تعليمها قبل الجامعي تبعًا لموقع أبيها الوظيفي: في دمشق أولاً، ثم في اللاذقية، لتعود إلى دمشق فتلتحق بكلية الآداب قسم اللغة العربية. لم تكمل دراستها الجامعية، فانصرفت إلى دراسة اللغتين الفرنسية والألمانية، كما درست الموسيقى، وتعلمت العزف على آلاتها. عملت محررة صحفية في مجلة «جيش الشعب» العسكرية، ثم موظفة في المكتب المركزي للإحصاء، ثم تفرغت للكتابة والشعر، ثم عادت إلى وظيفة تناسب موهبتها؛ مدققة لغوية وأدبية في مطابع وزارة الثقافة.
كانت عضوًا في جمعية الشعر وفي اتحاد الكتاب العرب بدمشق، وكانت ذات مواهب متعددة إذ مارست العزف والرسم والنحت، كما كتبت قصصًا قصيرة للأطفال، وكتبت بعض المسرحيات. دعد لم تتزوج، عاشت آخر عقدين من عمرها في دمشق، وعن عمر ناهز 54 عامًا، وهي أخت الشاعرة نبيهة حداد (1929 - 1978)، والمخرج السينمائي مروان حداد، كتب عنها الشاعر السوري نزيه أبو عفش في مقدمة كتابها الأخير.

## مؤلفاتها
لدعد ثلاثة دواوين نشرتها وزارة الثقافة السورية:
- «تصحيح خطأ الموت» عام 1981م.
- «كسرة خبز تكفيني» عام 1987م.
- «الشجرة التي تميل نحو الأرض» عام 1991م (عقب رحيل الشاعرة).[2]
- لها مطولة شعرية بعنوان: «ثمة ضوء» لم تنشر بعد.

كتبت مسرحيتين:
- «اثنان في الأرض، واحد في السماء»، مجلة الموقف الأدبي - عدد 78 - أكتوبر 1977م.
- «الهبوط بمظلة مغلقة» مخطوطة.

ومن قصائدها:
- اقتلني واربح دولارًا.
- الطائر والزهرة.
- ها هي أجراسي.
- إلى أمي.
- الحب.
- إلى دمشق.[5]

- بائع الزهور المجففة.
- فقاعة صابون.
- سأحكي لكم قصتي.[6]